# Trix van der Kluit-de Groot
Beatrix Frankina Aaltje (Trix) van der Kluit-de Groot (Delfzijl, 1945) is een Nederlands politicus van de VVD.
Van der Kluit werkte aanvankelijk in de administratieve en journalistieke sector. In 1984 werd zij raadslid voor de VVD in de gemeente Oud-Beijerland. Daar werd zij in 1994 tot wethouder gekozen. 
Binnen haar partij was de roep om meer vrouwelijke burgemeesters groot en dat leidde tot druk op Van der Kluit om zich beschikbaar te stellen voor die functie. Zij solliciteerde en werd in 1997 benoemd tot burgemeester van Brielle. In deze kleine stad bouwde zij een goede reputatie op. Op zoek naar een grotere gemeente dong zij naar de functie van burgemeester van Woerden. Hier werd zij in 2002 benoemd. De verwachtingen waren hooggespannen omdat zij zowel de eerste vrouwelijke als de eerste niet-christendemocratische burgemeester van de stad was. Hoewel zij door de week in Kamerik woonde, werd zij te veel als buitenstaander gezien om in haar nieuwe gemeente te kunnen wortelen. Ook het gebrek aan steun van de gemeentelijke VVD voor deze eerste liberale burgemeester van de stad werkte fnuikend.
Eind 2004 kondigde zij haar ontslag aan en vestigde zij zich weer in Brielle.
In mei 2006 werd ze waarnemend burgemeester van Bergschenhoek wat ze bleef tot 1 januari 2007 toen die gemeente opging in het nieuwgevormde Lansingerland.
Vanaf 2008 was Van der Kluit waarnemend burgemeester van Nederlek tot die gemeente op 1 januari 2015 opging in de fusiegemeente Krimpenerwaard waarmee haar functie kwam te vervallen.